# U-413
U-413 — средняя немецкая подводная лодка типа VIIC времён Второй мировой войны.

## История
Заказ на постройку субмарины был отдан 15 августа 1940 года. Лодка была заложена 25 апреля 1941 года на верфи Данцигер Верфт в Данциге под строительным номером 114, спущена на воду 15 января 1942 года. Лодка вошла в строй 3 июня 1942 года под командованием оберлейтенанта Густава Пёля (кавалер Рыцарского Железного креста).

### Командиры
- 3 июня 1942 года — 19 апреля 1944 года капитан-лейтенант Густав Пёль (кавалер Рыцарского Железного креста)
- 20 апреля — 20 августа 1944 года оберлейтенант цур зее Дитрих Заксе

### Флотилии
- 3 июня 1942 года — 31 октября 1942 года — 8-я флотилия (учебная)
- 1 ноября 1942 года — 20 августа 1944 года — 1-я флотилия

### История службы

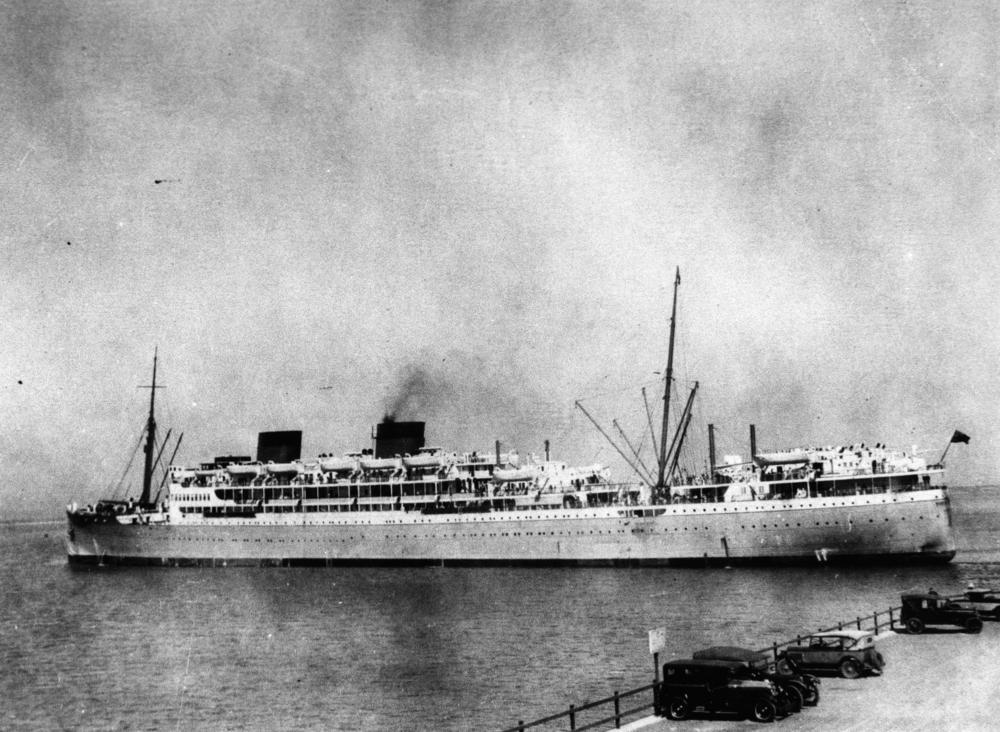
Warwick Castle, самая известная жертва U-413

Лодка совершила 8 боевых походов. Потопила 5 судов суммарным водоизмещением 36 885 брт (в том числе войсковой транспорт Warwick Castle, водоизмещением 20 107 брт) и один военный корабль водоизмещением 1100 тонн.
Потоплена 20 августа 1944 года в Ла-Манше к югу от Брайтона в районе с координатами 50°21′ с. ш. 00°01′ з. д. глубинными бомбами с британских кораблей HMS Wensleydale, HMS Forester и HMS Vidette. 45 человек погибли, 1 выживший. Эта лодка была оснащена шноркелем.

### Волчьи стаи
U-413 входила в состав следующих «волчьих стай»:
- Jaguar 12 — 23 января 1943
- Pfeil 2 — 9 февраля 1943
- Meise 20 — 27 апреля 1943
- Star 28 апреля — 4 мая 1943
- Fink 4 — 6 мая 1943
- Leuthen 4 — 24 сентября 1943

### Атаки на лодку
- 19 ноября 1942 года в Атлантике, к юго-западу от мыса Св. Винсента в районе с координатами 35°38′ с. ш. 11°48′ з. д.HGЯO a британский самолёт типа «Хадсон» атаковал глубинными бомбами подлодку. Историки считали, что тогда была потоплена U-98, но на самом деле атаке подверглась U-413, получившая серьёзные повреждения, но сумевшая уйти.
- 8 июня 1944 года британский бомбардировщик типа «Галифакс» сбросил на лодку четыре 600-фунтовые бомбы. Зенитный огонь с U-413 тяжело повредил самолёт, но и бомбы нанесли лодке такие повреждения, что она была вынуждена прервать поход и вернуться на базу.